# Udarne (Djankoi)
|  | Per a altres significats, vegeu «Udàrnoie». |

Udarne (en ucraïnès: Ударне, en rus: Ударное, Udàrnoie) és un poble de la República Autònoma de Crimea a Ucraïna, que el 2014 tenia 79 habitants. Pertany al districte rural de Djankoi. Fins al 1948 la vila es deia Djadrà-Xeikh-Elí.